# Râul Șicoi
Râul Șicoi este un curs de apă, afluent al râului Hârboca. 